# Tobasee

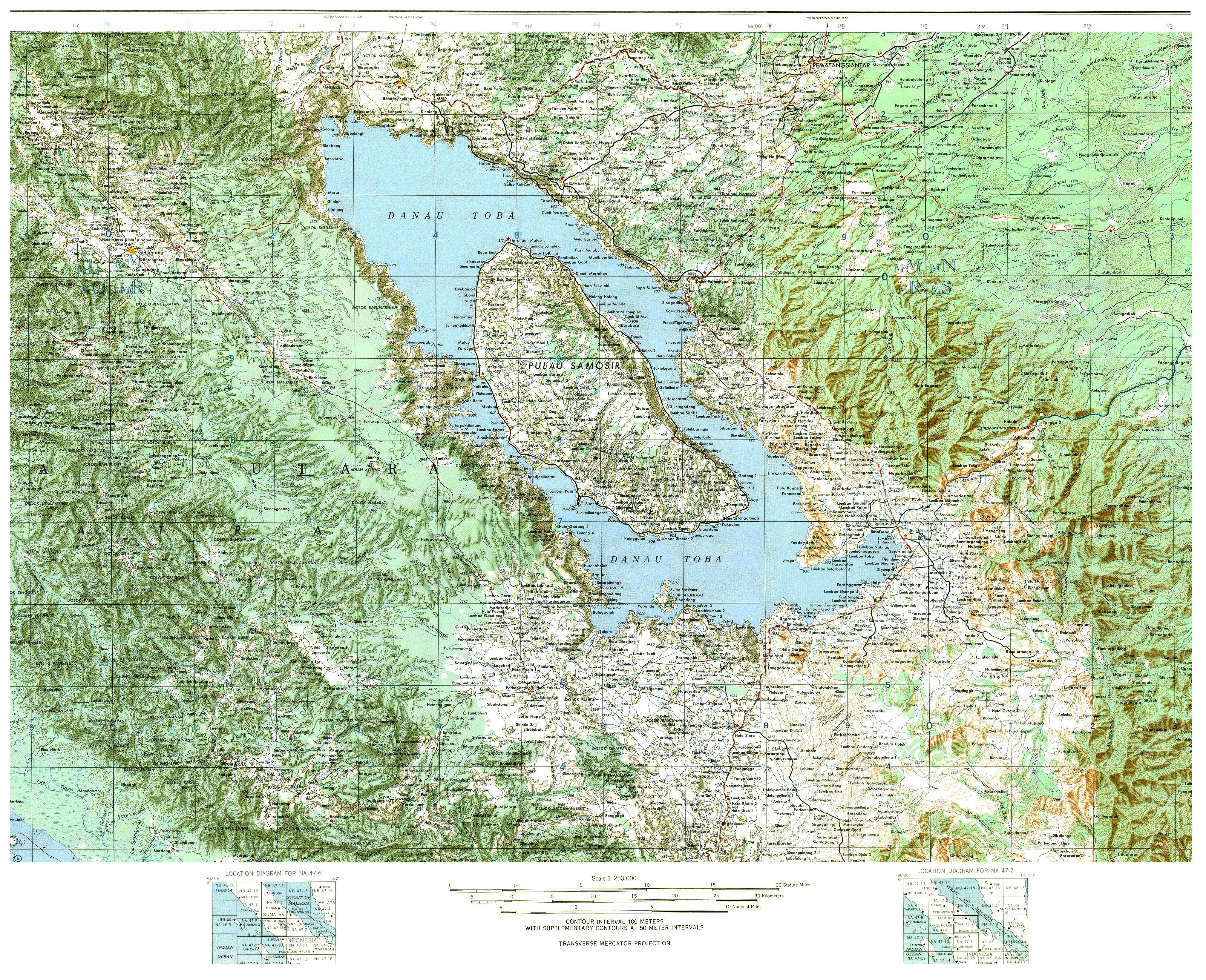
Topografische Karte des Tobasees

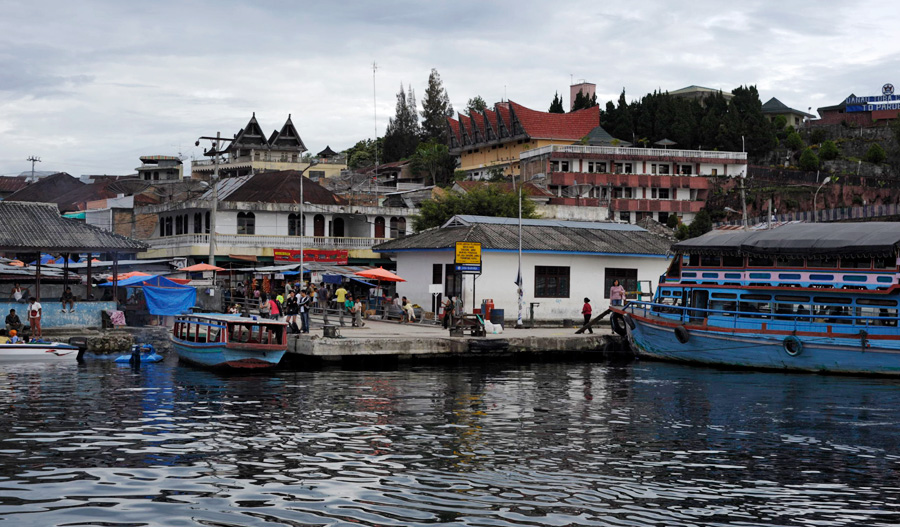
Hafen von Parapat

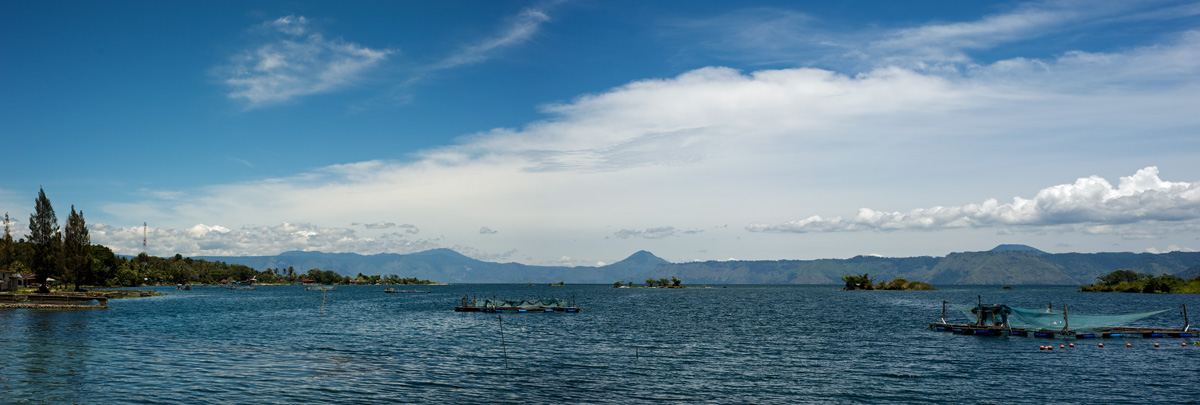
See von Simanindo aus gesehen

Der Tobasee (indonesisch Danau Toba) ist ein 87 km langer und 27 km breiter Vulkansee im Norden der indonesischen Insel Sumatra in der Provinz Sumatra Utara. Mit einer Gesamtfläche von 1776,5 km² (zum Vergleich: Bodensee 536 km²), einschließlich der 647 km² großen Halbinsel Samosir, ist er der größte See in Indonesien und der größte Kratersee der Erde.
Entstanden ist der Kessel des Tobasees durch die Eruption des Supervulkans Toba vor 73.880 ± 320 cal BP Jahren. Gemäß der Toba-Katastrophentheorie soll dies zu einer weltweiten Abkühlung geführt haben, was die Ausbreitung des Menschen im Sinne eines genetischen Flaschenhalses möglicherweise entscheidend beeinträchtigt hat.

## Geografie
Der Tobasee liegt in einem vulkanisch-tektonischen Kesseleinbruch, 77 km südlich der Provinzhauptstadt Medan. Das Niveau des Sees liegt 905 Meter über dem Meeresspiegel. Die Uferlänge beträgt 294 km. An den Tobasee grenzen die ruhenden Vulkane Dolok Pusukbukit (im Westen) und Dolok Tandukbenua (im Nordwesten).
Entwässert wird der Tobasee durch den 150 km langen Fluss Asahan, im äußersten Südosten aus der Bucht von Porsea. Stromabwärts durchbricht der Asahan mit einer bis zu 300 m tiefen Schlucht das östliche Randgebirge des Kesseleinbruchs. Als Folge dieser Tiefenerosion hat sich der Spiegel des Sees um etwa 250 m gesenkt.
Parapat am Ostufer ist die größte und wichtigste Stadt am See. Weitere für die Infrastruktur wichtige Städte in der Umgebung des Sees sind Berastagi im Nordosten, Pematang Siantar im Osten und Sibolga am Indischen Ozean.

## Geologie
Das der Länge nach durch Sumatra verlaufende Barisangebirge ist eine plattentektonische Auffaltung, entstanden durch die Anpressung der von Südwesten sich heranschiebenden Indo-ozeanischen Platte. Nach dem niederländischen Geologen Reinout Willem van Bemmelen entstand bei diesem Prozess zwischen dem Pliozän und dem Pleistozän im Bereich und in der Umgebung des heutigen Tobasees eine domförmige, bis über 2000 m hohe Aufwölbung, der er den Namen „Batak-Tumor“ gab. Die Ausdehnung dieser Aufwölbung geht weit über die des heutigen Sees hinaus: Die Länge entlang der Längsachse Sumatras beträgt 275 km, die Breite bis zu 150 km.
Während der Aufwölbung entstanden nach und nach immer größere und tiefere Dehnungsrisse, bis vor etwa 74.000 Jahren durch diese Risse das gasreiche Magma des nur wenig tiefer liegenden Batholithen in einer gigantischen Eruption seinen Ausweg fand.

## Vulkan Toba

### Eruption
Man geht davon aus, dass es sich bei der Eruption des Toba um den größten Vulkanausbruch der vergangenen zwei Millionen Jahre gehandelt hat. Vulkanische Asche des Ausbruchs findet man im gesamten Indischen Ozean und in weiten Teilen Indiens. Es war neben der Oruanui-Eruption des Taupō in Neuseeland vor 26.500 Jahren und des Lava-Creek-Ausbruchs des Yellowstone in den USA die einzige Eruption, die in diesem Zeitraum einen Vulkanexplosivitätsindex (VEI) von 8 erreichte. Schätzungen zufolge wurden 2800 km³ vulkanischen Materials (davon 800 km³ Asche) bis in 80 km Höhe geschleudert und verteilten sich in der Atmosphäre.
Laut Untersuchung von Bohrkernen aus dem Grönlandeis beförderte die demnach vor etwa 75 000 Jahren erfolgte Eruption schätzungsweise 4,4 Gigatonnen Schwefel in die Atmosphäre. Der daraus entstandene Schwefelsäurenebel schirmte die Sonneneinstrahlung zeitweise ab. Es wird aber eine Auflösung dieses Nebels im Laufe von etwa einem Jahr angenommen. Eine Zunahme von schneebedeckten Flächen infolge der Abkühlung erhöhte die Reflexion von Sonnenstrahlung.

### Abkühlung des Weltklimas
Auf die Eruption des Supervulkans folgte eine Abkühlung des Weltklimas, ein sogenannter vulkanischer Winter. Schätzungen sprechen von 3 bis 5 K Abkühlung. Modellrechnungen ergaben, dass je nach Auswahl der Eingabewerte für das Modell die Abkühlung einige Jahrzehnte vorhielt und zu Beginn dieser Kälteperiode die Abkühlung sogar 8 bis 17 K betragen haben könnte. Wissenschaftler stellten anhand der Bohrkerne aus dem Grönlandeis fest, dass die Meerestemperatur vor ca. 75 000 Jahren innerhalb einiger tausend Jahre um 5 bis 6 Kelvin absank. Das ist enorm, denn normalerweise erfolgt so eine Temperaturänderung über einen Zeitraum in der Größenordnung von 100 000 Jahren.
Der Ausbruch könnte demnach die kältesten Jahre der Würmeiszeit verursacht haben.

### Toba-Katastrophentheorie
1993 wies Ann Gibbons auf den zeitlichen Zusammenhang der Eruption mit der weniger scharfen Datierung eines genetischen Flaschenhalses in der Evolution des Homo sapiens hin. Vergleichsanalysen mitochondrialer DNA legen nahe, dass die Population auf 1000 bis 10.000 Individuen reduziert wurde.
Der in Europa und in Asien bis Sibirien lebende Neandertaler und der in Asien lebende Homo erectus sowie der sehr viel näher am Eruptionsort lebende Homo floresiensis überlebten diese Naturkatastrophe jedoch und starben erst viel später aus. Im Südosten Indiens wurden sogar gleichartige Steinwerkzeuge sowohl unterhalb wie auch oberhalb der Tuffschicht gefunden, die eine Kontinuität der homininen Besiedlung in dieser Region nahelegen.

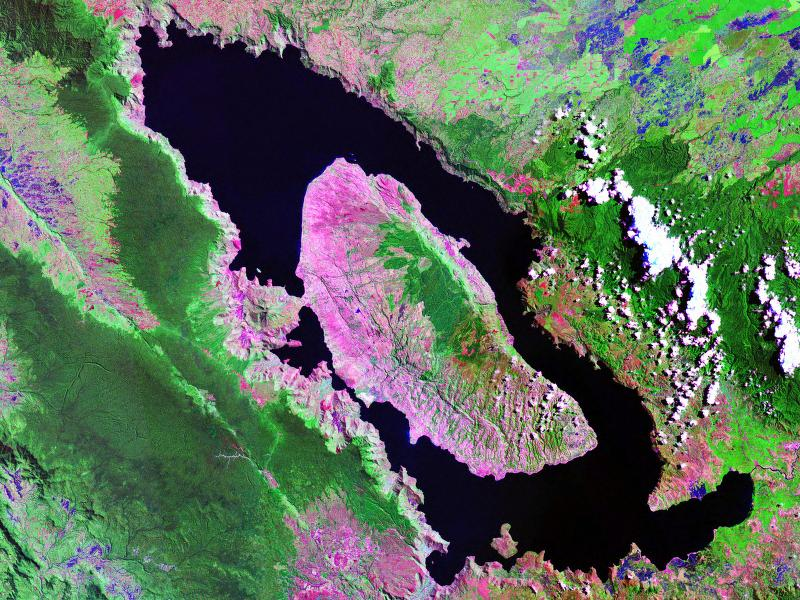
Falschfarben-Satellitenaufnahme des Tobasees, der Caldera eines Supervulkans

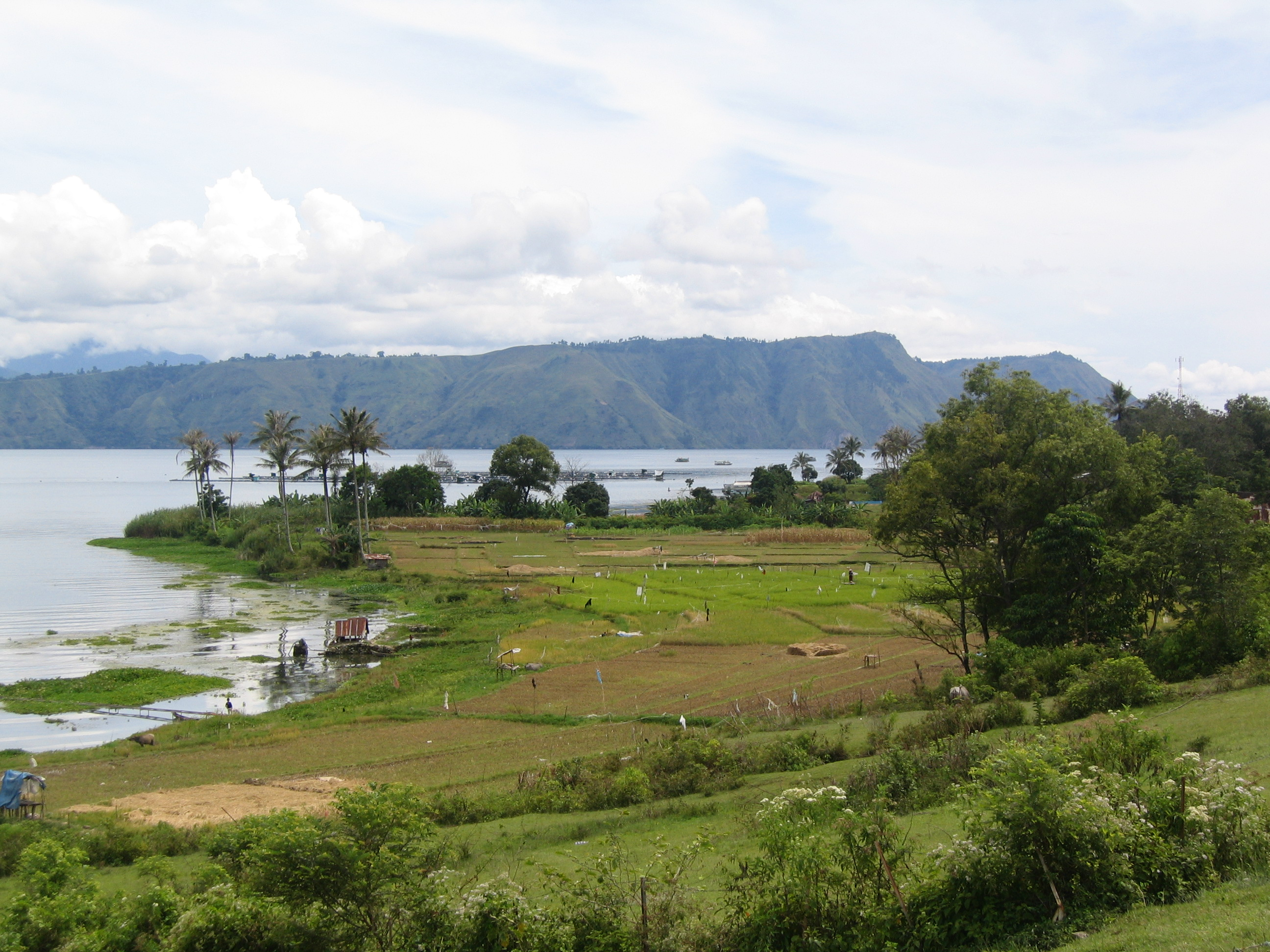
Reisfeld und Fischfarm auf Samosir im Tobasee

## Fischfauna
Da der See nährstoffarm ist, ist die Fischfauna des Sees relativ artenarm. Die einzigen endemischen Arten sind der Bärbling Rasbora tobana (er kommt auch in Flüssen vor, die in den See münden) und Neolissochilus thienemanni. Andere Fischarten im See sind Panchax, Nemacheilus pfeifferae, Homaloptera gymnogaster, Asiatischer kleiner Schlangenkopf, Quergestreifter Schlangenkopffisch, Froschwels, Silberbarbe, Schwanefelds Barbe, Schillerbärbling, Osteochilus vittatus, Fleckenbarbe, Rasbora jacobsoni, Tor tambra, Friedlicher Kampffisch, Betta taeniata und Ostasiatischer Kiemenschlitzaal. Zu den vom Menschen eingeführten Arten gehören Kletterfisch, Mosambik-Buntbarsch, Oreochromis niloticus, Graskarpfen, Karpfen, Riesengurami, Schaufelfadenfisch, Gepunkteter Fadenfisch, Guppy und Schwertträger.